# Bündner Naturmuseum

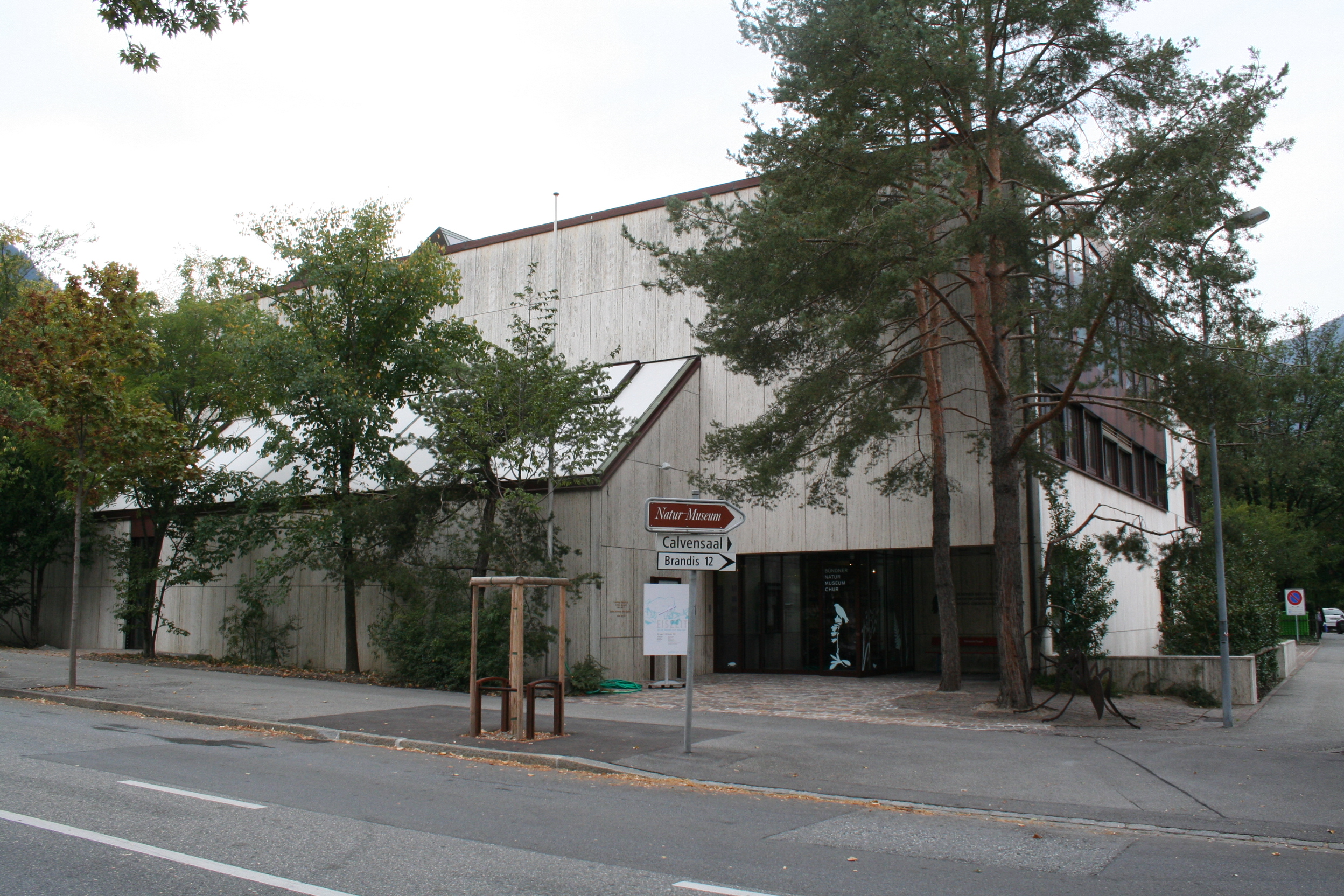
Naturmuseum Chur

Das Bündner Naturmuseum (rätoromanisch Museum da la natira dal Grischun, italienisch Museo della natura dei Grigioni) ist ein Museum in der Bündner Kantonshauptstadt Chur. Es wird zusammen mit dem Bündner Kunstmuseum und dem Rätischen Museum vom Kanton betrieben.
Das Bündner Naturmuseum versteht sich als Informationszentrum für naturwissenschaftliche Landeskunde und als Ort ökologischer Bewusstseinsbildung.

## Standort
Das Museum steht an der Masanserstrasse 31. Es ist Dienstag bis Sonntag von 10:00 Uhr bis 17:00 Uhr geöffnet. Für Kinder unter 16 Jahren und Schulklassen ist der Eintritt frei. Vom Bahnhof ist das Museum in fünf Gehminuten zu erreichen.

## Geschichte
Die Sammlungen des Bündner Naturmuseums gehen auf das Ende des 18. und den Beginn des 19. Jahrhunderts zurück. Damals begannen Personen der Bündner Kantonsschule und der Naturforschenden Gesellschaft Graubünden Objekte und Sammlungen aus Privatbesitzen zu übernehmen und selbst zu sammeln. Sie bauten in den folgenden Jahrzehnten ein reichhaltiges Naturalienkabinett auf. Im Jahre 1872 wurde im Buol'schen Haus, dem heutigen Rätischen Museum, das kantonale "Bündner Museum für Wissenschaft und Kunst" gegründet. Schon bald wurde es jedoch schwierig, alle Objekte und Sammlungen dort unterzubringen.
Der Platzmangel blieb in den folgenden Jahrzehnten bestehen. Eine erste Verbesserung ermöglichte 1919 bis 1929 die Unterbringung der Naturalien- und Kunstsammlung in der von der Verwaltung der Rhätischen Bahn zur Verfügung gestellten Villa Planta am Postplatz (dem heutigen Bündner Kunstmuseum). Zur zweiten vorübergehenden Minderung des Platzmangels kam es, als die Ausstellung ins "Bündner Naturhistorische und Nationalpark-Museum" im Park neben der Villa Planta verlegt werden konnte (1929–1967).
Ein Legat des Geologen Dr. Moritz Blumenthal (1886–1967) ermöglichte den Bau des heutigen Bündner Naturmuseums auf der ehemaligen Liegenschaft Durgiai an der Masanserstrasse 31. Architekten waren Bruno Giacometti und Dante C. Giannini. Das Museum nannte sich zunächst "Bündner Natur-Museum" und änderte 25 Jahre später diese Schreibweise zu "Bündner Naturmuseum". Nach der Fertigstellung des Neubaus ging das Museum von der Stiftung Dr. M. Blumenthal an den Kanton über. Die Stiftung löste sich im Jahre 1981 auf. Am 21. März 1981 eröffnete das Museum seine Ausstellungen. Erstmals war es nun möglich, Sammlungen, Ausstellungen und Aktivitäten unter einem Dach zu haben. Da sich die Sammeltätigkeit fortan auf Objekte bündnerischer Herkunft konzentrierte, wurden beim Umzug viele Objekte ausgeschieden.
Im Jahre 2001 wurde die Stiftung Sammlung Bündner Naturmuseum gegründet. Träger dieser Stiftung sind der Kanton Graubünden, die Naturforschende Gesellschaft Graubünden und die Stadt Chur. Die Stiftung ist Besitzerin sämtlicher Sammlungen des Bündner Naturmuseums. Für den Betrieb des Museums ist unverändert der Kanton verantwortlich.

## Sammlung
Das Herzstück des Museums sind seine aus schätzungsweise 300'000 bis 500'000 Objekten bestehenden Sammlungen. Die Sammlungstätigkeit des Museums beschränkt sich auf die Natur des Kantons Graubünden und der angrenzenden Regionen, sofern ein Bezug zum Bündner Alpenraum besteht. So dokumentieren die Sammlungen die Natur des Kantons Graubünden und deren Entwicklung. Sie unterteilen sich in die zwei grossen Bereiche Biowissenschaften (Zoologie und Botanik) und Erdwissenschaften (Geologie, Mineralogie, Paläontologie). Während einige der Sammlungen 200 Jahre alt sind, wurden andere erst kürzlich angelegt oder werden laufend ergänzt.

## Ausstellung

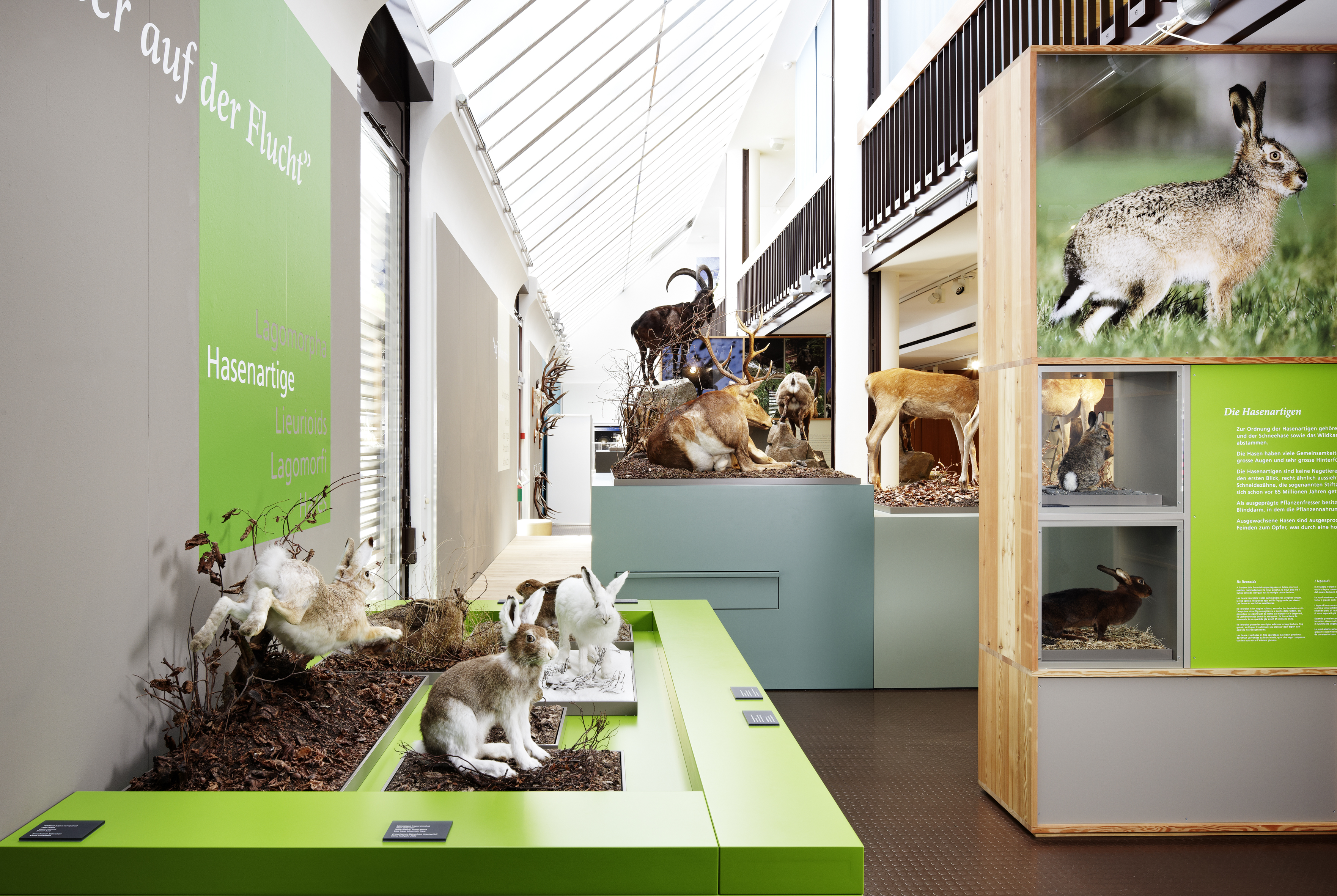
Blick in die Dauerausstellung "Lebensraum Graubünden" vom Bündner Naturmuseum.

Besonders eindrückliche und aussagekräftige Objekte aus der Sammlung werden der breiten Öffentlichkeit zugänglich gemacht, indem sie in der Dauerausstellung gezeigt werden. Die Dauerausstellung erstreckt sich über vier Etagen des Gebäudes und gliedert sich in vier Themenbereiche. Im Untergeschoss wird die Lebenswelt der Fische und weiterer Lebewesen der Bündner Gewässer gezeigt. Das Erdgeschoss ist dem Thema "Säugetiere Graubündens" gewidmet. Das erste Obergeschoss zeigt die Vielfalt aller Lebewesen von Wirbeltieren über Insekten, bis hin zu den Flechten, Pilzen, Moosen und Blütenpflanzen. Eine mit verschiedenen Vögeln besetzte Felswand entlang der Treppe vom ersten ins zweite Obergeschoss symbolisiert den Übergang von der belebten zur unbelebten Natur und zeigt die Bedeutung von Felswänden als Lebensraum für verschiedene Tiere. Im zweiten Obergeschoss sind Gesteine, Mineralien und Fossilien ausgestellt und die Entstehung der Alpen und die Bildung verschiedener Gesteinsarten werden veranschaulicht.
Die Dauerausstellung des Bündner Naturmuseums wird durch Sonderausstellungen ergänzt, meist zwei pro Jahr. Sie vermitteln Informationen zu aktuellen Naturthemen. Einige dieser Sonderausstellungen erstellt das Bündner Naturmuseum selbst, die anderen leiht es von anderen Museen aus.

### Braunbär "JJ3"

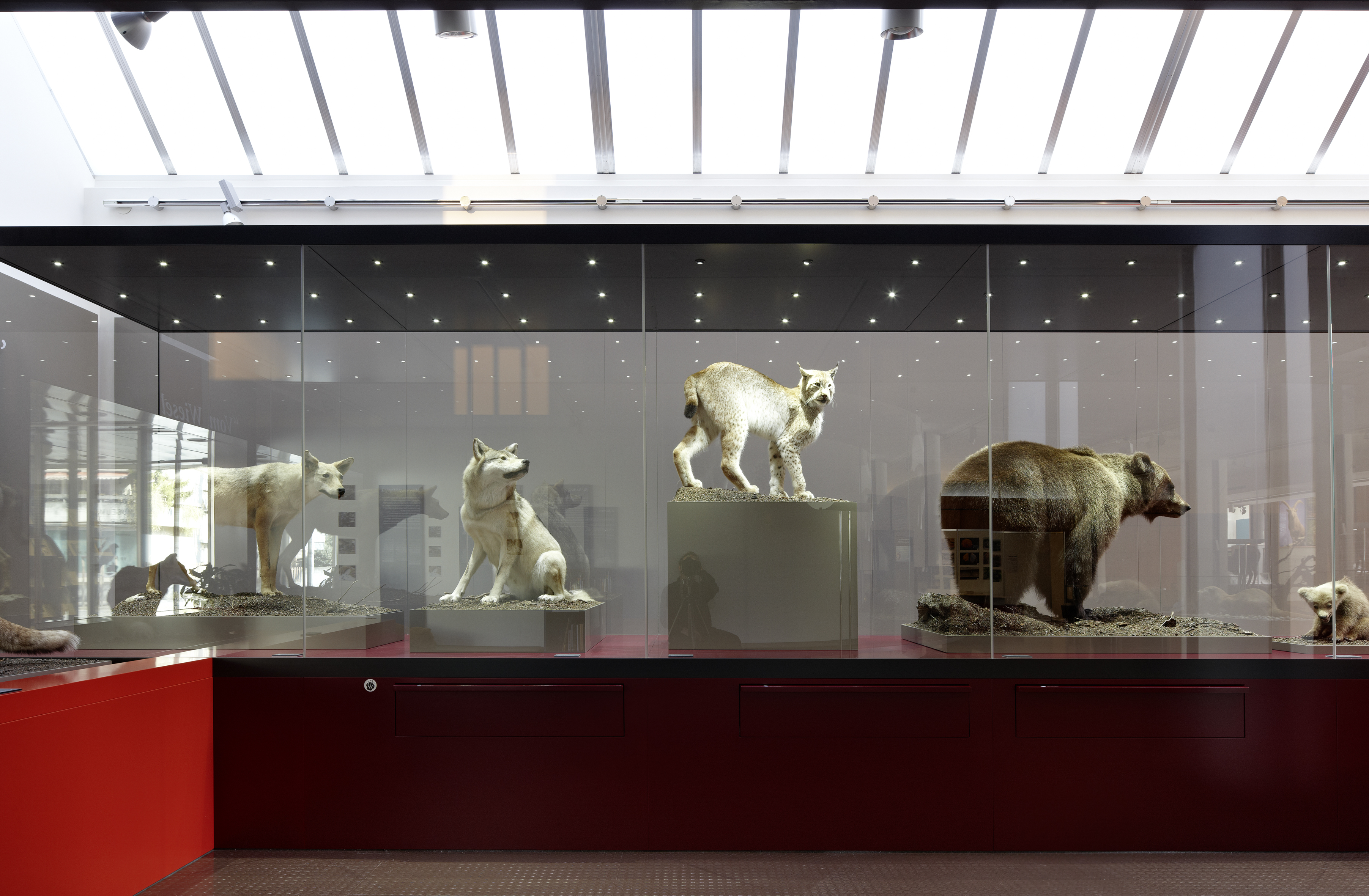
Raubtiervitrine vom Bündner Naturmuseum mit dem Präparat vom Braunbär "JJ3".

Inmitten der Raubtiere Graubündens im Erdgeschoss repräsentiert "JJ3" in unauffälliger Haltung die Braunbären. Das Präparat von "JJ3" ist seit dem 20. März 2009 im Bündner Naturmuseum. "JJ3", der Sohn von "Jurka" und "Joze", kam im Frühling 2006 im Val di Tovel (Trento, Italien) zur Welt. Von seiner Mutter lernte er, dass es in der Nähe von Menschen wertvolle Futterquellen gibt, an die man relativ einfach und ungestört herankommt. Im Gegensatz zu den meisten Bären fehlte ihm die Scheu vor Menschen. Anfang Juni 2007 wanderte "JJ3" über das Münstertal in die Schweiz ein. Schon bald begann er seine Nahrung aus Abfallcontainern zu holen. Vergrämungsaktionen zeigen nicht den gewünschten Erfolg. Wiederholt tauchte er in Dörfern auf und war den Wildhütern trotz GPS-Sendehalsband meist einen Schritt voraus. Am 9. April 2008 wurde "JJ3" abgestützt auf das Bärenkonzept des Bundesamtes für Umwelt (BAFU) vom Problem- zum Risikobären erklärt und somit zum Abschuss freigegeben. Am Abend des 14. April 2008 wurde er am Glaspass bei Inner Glas/Jätscha erlegt. Seither dient er im Bündner Naturmuseum der Information über seine Artgenossen.
Am 19. Februar 2013 erlitt der Braunbär "M13", der aus dem Südtirol in die Schweiz eingewandert war, im Puschlav dasselbe Schicksal wie "JJ3". Die Überreste von "M13" kommen aber nicht wie oft geschrieben ins Bündner Naturmuseum. Das Präparat von M13 soll im Museo Poschiavino ausgestellt werden.

### "Fridolin" – Hybride Steinbock x Hausziege

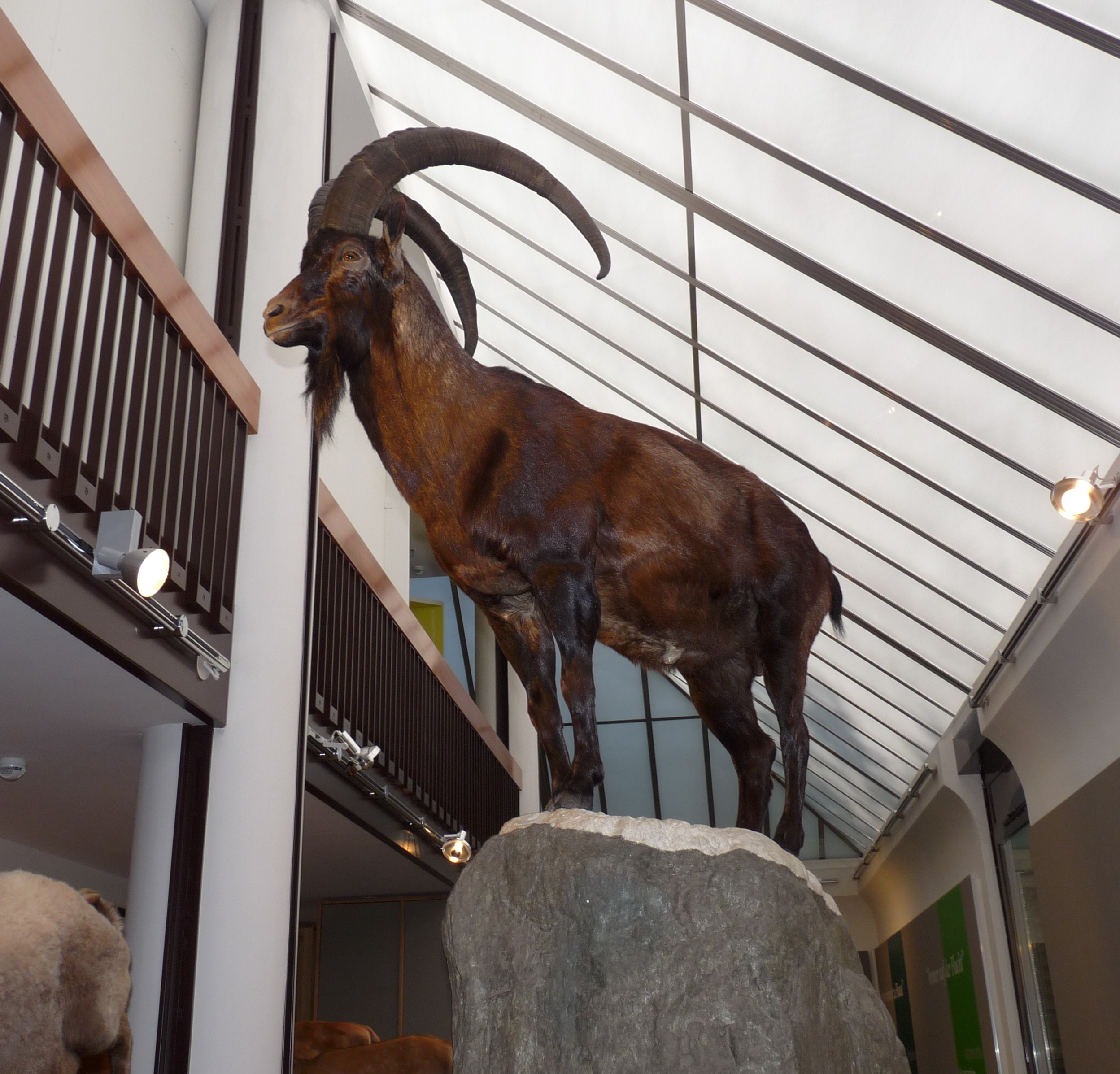
Das Präparat "Fridolin" in der Dauerausstellung vom Bündner Naturmuseum

Auf einem hohen Stein stehend überragt das Präparat von "Fridolin" die Huftiere im Erdgeschoss. "Fridolin" ist ein Steinbock-Hausziegen-Hybride (Capra ibex ibex x Capra aegagrus f. hircus).
"Fridolin" war schon zu seinen Lebzeiten weit herum bekannt. Im Herbst 1983 liessen sich beim Alpabtrieb von der Alp Naucal im Calancatal ein paar Weibchen einer Bündner-Strahlenziegen-Herde nicht mehr einfangen. Sie kamen erst mit dem ersten Schnee im Januar 1984 zurück zum Dorf. Zwei davon hatten sich offenbar mit einem Steinbock verpaart und brachten im Mai in Sta. Maria in Calanca drei gesunde, männliche Kitze zur Welt. Eines dieser Kitze war "Fridolin". Während er den zierlicheren Körperbau und den Bart einer Ziege besass, erinnerten sein Hornwuchs, seine Fellfarbe, seine Lautäusserungen und seine Kletterfähigkeit mehr an einen Steinbock.
"Fridolin" zeigt die nahe Verwandtschaft zwischen Steinbock und Ziege auf. Obwohl solche Kreuzungen lebensfähig, ja sogar fortpflanzungsfähig sind, gibt es sie nur selten. Im Normalfall sind die Ziegen zur Zeit der Steinbockbrunft im Dezember und Januar in ihrem Stall eingesperrt und es kann gar nicht erst zu einer Paarung zwischen Steinböcken und Zeigen kommen.
So weckte die Meldung von "Fridolins" Geburt unter anderem auch das Interesse des Bündner Naturmuseums. Es kaufte "Fridolin" und bezahlte für den Unterhalt des Tieres. Am 22. Februar 1995 starb "Fridolin" bei seinem Halter in Malans knapp elfjährig an Altersbeschwerden.

### Bedeutendster Schweizer Fund von Berggold aus der Val Sumvitg
In der Mineraliensammlung im zweiten Obergeschoss liegt die grösste Stufe des bedeutendsten Fundes von Berggold der Schweiz. Im Juli 2000 entdeckte René Reichmuth in der Val Sumvitg einen Gold führenden Quarzgang, eine sogenannte "Quarzader". Daraus gewann er 15 grössere Proben. Um die genaue Verteilung des Goldes im Gestein zu erkennen, wurden die Proben an der Eidgenössischen Materialprüfungsanstalt (EMPA) geröntgt. Spezialisten in Kalifornien bearbeiteten und reinigten die grösseren Stufen. Das Bündner Naturmuseum erwarb eine Stufe im August 2001.

### FlugsaurierRaeticodactylus filisurensis
Im zweiten Obergeschoss in der Fossiliensammlung wird der Holotypus des Flugsauriers Raeticodactylus filisurensis gezeigt. Er ist der besterhaltene Pterosaurier, der bis heute in der Schweiz gefunden wurde. Im Jahre 2005 entdeckte der Hobby-Paläontologe und Sekundarlehrer Rico Stecher aus Chur am Tinzenhorn die versteinerten Überreste dieses Flugsauriers. Sie waren in rund 205 bis 210 Millionen Jahre alte Flachwasserablagerungen aus der Obertrias eingebettet. Beim Skelett handelt es sich um eine zuvor unbekannte Art. Rico Stecher gab ihr den Namen Raeticodactylus filisurensis (Raetia (lateinisch): alter Name des Kantons Graubünden, wo das Skelett gefunden wurde; dactylus (griechisch): weist auf den langen vierten Flügelfinger hin; Filisur (romanisch): Name der Ortschaft, wo das Skelett gefunden wurde; -ensis (lateinisch): von; also der "Bündner Flugfinger von Filisur"). Raeticodactylus filisurensis war ein graziler Flieger und mit einer Flügelspannweite von 135 Zentimetern etwa so gross wie ein Mäusebussard. Seine Bezahnung und andere Merkmale des Schädels deuten darauf hin, dass dieser Flugsaurier ein hochspezialisierter Fischfresser war.

## Wissenschaftliche Tätigkeit
Seit Jahrzehnten trägt das Bündner Naturmuseum zur Erforschung der vielfältigen Natur Graubündens bei. Um der Öffentlichkeit wirklichkeitsnahe und aktuelle Informationen vermitteln zu können, beteiligt sich das Museum auch an Forschungsprojekten. Beispiele solcher Projekte sind:
1. Das Projekt Biodiversität im alpinen Raum, das sich als Nachfolge aus dem 2. GEO-Tag der Artenvielfalt am 3. Juni 2000 entwickelte.[17] und die Erforschung des alpinen Lebensraums zum Ziel hat.[18]
2. Die Erforschung der Säugetiere, insbesondere Kleinsäuger Graubündens.[19]
3. Zwei Projekte zur Erforschung der Totholzkäferfauna im Urwald Scatlè (Brigels) und im Avers,[20] an dem sich das Bündner Naturmuseum und die Stiftung Sammlung Bündner Naturmuseum seit 2012 beteiligen.
4. Ein Projekt, in dem das Bündner Naturmuseum zusammen mit dem Vogelschutz Chur ein Inventar von Mauerseglerbrutplätzen in Chur erstellt.[21][2][22]